# Meander (reka)
Reka Büyük Menderes (zgodovinsko Maeander ali Meander, iz stare grščine: Μαίανδρος, Maíandros; turško Büyük Menderes Irmağı), je reka v jugozahodni Turčiji. Izvira v zahodni osrednji Turčiji blizu Dinarja, preden teče proti zahodu skozi graben Büyük Menderes, dokler ne doseže Egejskega morja v bližini antičnega jonskega mesta Milet. Reka je bila dobro znana po svojem vijugastem vzorcu; iz njenega imena izvira splošen izraz, ki se uporablja za opis teh značilnih rečnih vijug.

## Geografija
Izvira v kraju Suçikan Mevkii blizu okrožja Dinar v provinci Afyonkarahisar. Izstopa iz jezu jezera Işıklı, ki zbira potoka Işıklı in Kufi, mimo nižin Çivril, Çal in Baklan ter zavije proti severu od vzhoda Çal in teče v globoki strugi proti okrožju Bekilli in Güney. Spušča se v nižino Sarayköy po potoku Banaz, ki prihaja iz Uşaka in je ena največjih vej Meandra. Napajata ga potoka Çürüksu in Gökpınar znotraj meja Denizlija in se nadaljuje v zahodni smeri. Vzame Akçaya, ki prihaja z juga Nazilija. Poplavlja ravnice Nazilli, Aydın in Söke. Potok Karpuzlu, ki prihaja iz okrožja Aydın Karpuzlu, se združi z reko blizu Koçarlıja. 548 km dolgo pot zaključi z izlivom v Egejsko morje pri Dipburun Mevkii v okrožju Söke. Provinca Denizli je v zgornjem porečju reke Büyük Menderes s skupno površino 11 852 km².
Pokriva zelo široke ravnine, ki se začnejo od Denizlija in segajo do obal Egejskega morja. Na teh ravninah pridelujejo bombaž, zelenjavo in sadje. Izvaja se intenzivno kmetovanje.

### Onesnaženje
Reka Büyük Menderes je onesnažena z gospodinjsko odpadno vodo, ki izvira iz naselij in industrijsko odpadno vodo iz industrijskih obratov. Onesnažena je zaradi čezmerne, nepravočasne in nepravilne uporabe gnojil in pesticidov. Ob reko se odlagajo tehnološki, gospodinjski in komunalni odpadki. V statistiki porečja DSI je število občin v porečju reke Büyük Menderes 165. Le šest jih ima kanalizacijsko omrežje. V spodnjih porečjih je onesnaženje vse močnejše in rečni ekosistem bo kmalu izginil.

## Antična geografija
Meander je bila slavna reka Karije v Mali Aziji. Najzgodneje se pojavi v Katalogu Trojancev Homerjeve Iliade skupaj z Miletom in Mikalami.

### Izviri
Reka izvira nedaleč od Kelainaije (včasih glavno mesto perzijske satrapije Velike Frigije) v Frigiji (danes Dinar), kjer je izvirala v Kirovem parku. Po mnenju nekaterih so njeni izviri enaki kot pri reki Marsiji; toda to je nezdružljivo s Ksenofontom, po katerem sta bila izvira obeh rek le blizu drug drugega, Marsija pa izvira v kraljevi palači.  Drugi  navajajo, da je Meander iztekel iz jezera na gori Aulocren. William Martin Leake združuje vse te navidezno različne izjave s pripombo, da tako Meander kot Marsija izvirata iz jezera na gori Aulocren, nad Celaenae, vendar da je vprašanje na različnih delih gore pod jezerom.

### Potek
Meander je bila v antiki tako slavljena reka zaradi številnih vijug, da je njeno klasično ime Meander postalo in je še vedno pregovorno. Njen celoten tok ima jugozahodno smer južno od pogorja gore Messogis. Južno od Tripolisa prejme vode Licusa, s čimer postane zelo pomembna reka. Blizu Carure preide iz Frigije v Karijo, kjer teče v svoji vijugasti poti skozi Meandrijsko nižino  in se končno izlije v zaliv Icaros (roka Egejskega morja), med starogrškima mestoma Priena in Mjus, nasproti jonskega mesta Milet, od katerega je njegovo ustje oddaljeno le 10 stadijev.

### Pritoki
Pritoki Meandra so Orgias, Marsias, Cludrus, Lethaeus in Gaeson na severu; in Obrimas, Licus, Harpasus in drugi Marsias na jugu.

### Opis
Maeander je globoka reka, vendar ne zelo široka. V mnogih delih je njena globina enaka njeni širini, zato je plovna le z majhnimi plovili. Pogosto prestopa bregove in zaradi količine blata, ki ga odlaga ob svojem ustju, je obala potisnjena približno 20 ali 30 stadijev dlje v morje in več majhnih otokov ob obali se je združilo s kopnim.

### Mitologija
Povezani rečni bog se je imenoval tudi Meander, eden od sinov Okeana in Tetije.
Obstajala je legenda o podzemni povezavi med Meandrom in reko Alfej v Elidi.